# Juriste d'entreprise
 (mars 2024).
Un juriste d'entreprise est un juriste salarié d'une entreprise, dont le rôle est de déterminer et mettre en place les solutions juridiques qui vont permettre à l’entreprise de mener à bien ses projets et d’atteindre ses objectifs, tout en veillant à la conformité de l’entreprise dans son environnement global,,
Bien que le plus souvent spécialisés en droit des affaires, les compétences des juristes d'entreprise peuvent être très variées selon l'activité de l'entreprise : droit des contrats, droit des sociétés, propriété intellectuelle, droit social, droit de la construction, droit commercial, droit fiscal, droit de la commande publique, règlementations douanières et respect des sanctions internationales, droit de la consommation, contentieux, protection des données personnelles, environnement et développement durable, RSE, concurrence et consommation, droit du transport, droit des médias et communications, etc. Il existe aujourd’hui de nombreux masters permettant de devenir juriste d’entreprise,.
L’impact juridique croissant des enjeux de RSE et du respect des critères ESG a élargi le champ d’intervention du juriste d’entreprise sur ces problématiques, notamment en matière d’identification des risques et de mise en conformité.
Les juristes d'entreprise réalisent une part importante du travail juridique que l'entreprise doit entreprendre : il peut s'agir de conseiller les autres directions dans la mise en œuvre de leurs projets, de négocier des contrats, de veiller à la protection des actifs de l'entreprise, ou de s'assurer de la conformité aux lois de l'entreprise dans les différents pays où elle est présente, ainsi que de la responsabilité sociétale des entreprises. Ils travaillent également en collaboration des avocats de l'entreprise, en conseil ou en contentieux, ainsi qu'avec les autres métiers du droit (Conseil en propriété industrielle, Commissaire de justice, notaire...).
Au service de l'organisme qui l'emploie, et selon l'importance de l'entreprise ainsi que de son niveau de formation — qui peut aller de la licence en droit au doctorat en droit —, il peut être cadre ou directeur juridique.
En France, le juriste d’entreprise est reconnu à l’article 58 de la loi 71-1130 du 31 décembre 1971 portant réforme de certaines professions judiciaires et juridiques. Depuis le 10 juillet 2023, la confidentialité des consultations délivrées par les juristes d'entreprise a été autorisée selon certaines modalités liées à la formation du juriste d'entreprise et à la nature juridique de la consultation. 

## Domaines d'activité
Les rôles et les domaines d'activité des juristes d'entreprises sont variés et dépendent souvent du secteur d'activité et de la taille de l'entreprise dans laquelle ils sont employés. Bien qu'ils soient généralement formés au droit d'un pays en particulier, la nature transnationale de l'économie les amène à travailler sur des règles juridiques issues d'autres pays.
Si dans les PME et ETI, leur activité est souvent très généraliste car ils sont peu nombreux voire uniques, dans les grandes entreprises (banque, assurance, transports, services, grande distribution, chimie…), ils peuvent être très nombreux. L'organisation de ces équipes les conduit à recourir à des juristes spécialisés dans une branche particulière du droit (droit du travail, droit financier, droit immobilier, droit fiscal…).
Les grands groupes peuvent avoir des services juridiques qui peuvent atteindre plusieurs centaines de juristes spécialisés.

### Contentieux
Les juristes d'entreprises ont en charge la mise en œuvre et le choix de la stratégie des contentieux, en partenariat avec les avocats partenaires de l'entreprise. Ce contentieux peut avoir lieu en France ou à l'étranger avec des clients, des fournisseurs, des salariés, des tiers portant préjudice à l'entreprise, diverses administrations (impôts, douanes, urbanisme…), etc. Ils participent à la phase précontentieuse, puis choisissent les avocats et collaborent avec eux en fournissant les pièces et les arguments utiles pour la procédure. L'avocat représente ensuite l'entreprise devant les divers tribunaux et juridictions.

### Contrats
Les juristes d'entreprise sont chargés de la rédaction des contrats, au sein des différentes directions de l'entreprise ou de ses filiales, avec ses clients, ses partenaires, ses salariés... Cette rédaction s'accompagne le plus souvent de la négociation de ces contrats, et donc des transactions qu'elles encadrent.
Le suivi de la bonne exécution du contrat peut soit être assuré par les juristes eux-mêmes ou par les directions concernées. Cela inclut la rédaction de conditions générales de vente ou d'achat qui seront transmises aux clients et aux fournisseurs.
Ainsi, ils doivent examiner et souvent rédiger et négocier les conditions générales d'achats et de vente, le contenu des contrats d'achats de prestations intellectuelles, d'équipements, de coopération, de prestations de services, de licences, les accords de confidentialité...

### Actes de la société
Les juristes d'entreprise doivent s'occuper des actes de la vie courante de la société. Ils sont donc amenés à rédiger des notes de services mais aussi à préparer les assemblées générales et à organiser la délégation de pouvoir pour la signature de contrat.

### Veille juridique
Ils s'occupent également de la veille juridique.

### Spécialités
- Le juriste en droit social est un spécialiste en matière de législation du travail. Il gère notamment les relations avec les Instances représentatives du personnel, participe à l'élaboration d'accords collectifs, assiste et répond aux demandes en matières de droit social émanant des services opérationnels ou des salariés eux-mêmes. Enfin, il intervient lors des contentieux avec des salariés, pour lesquels il s'appuie sur des avocats représentant l'entreprise.
- Le juriste de banque conseille les autres services internes de la banque et vérifie en amont toutes les opérations entre la banque et les clients.
- Le juriste en propriété intellectuelle est un spécialiste du droit de la propriété industrielle et du droit d'auteur. Il va s'occuper des questions contractuelles ou pré-contentieuses liées aux incorporels (créations susceptibles de protection par le code de la propriété intellectuelle) et superviser l'action des conseils en propriété industrielle pour leur enregistrement auprès des offices de protection de la propriété industrielle.
- Le juriste en droit des sociétés est un spécialiste en droit des sociétés. Il va s'occuper des actes de constitution de sociétés, des fusions acquisitions, des LBO, de l'approbation des comptes et des assemblées générales.
- Le juriste en droit de la construction est un spécialiste en droit de la construction et des assurances. Il va s'occuper des contrats de maîtrise d'œuvre, des déclarations et du suivi de sinistres survenu sur les chantiers.

## En France
En France, un juriste d'entreprise ne peut pas réaliser les actes que la loi réserve aux professions juridiques réglementées, comme celles de notaire, d'avocat, de commissaire de justice, d'expert comptable, etc.
La fonction de juriste d'entreprise n'est encadrée par aucun texte déontologique législatif ou disciplinaire. Depuis 2014, la profession de juriste d’entreprise est cependant dotée d’un code de déontologie, regroupant 10 articles et approuvée par les trois organisations professionnelles représentant les juristes d’entreprise que sont l’AFJE, l’ANJB et le Cercle Montesquieu.
Le 10 juillet 2023, l'Assemblée nationale adopte le projet de loi d'orientation et de programmation du ministère de la Justice 2023-2027, validant ainsi le principe de confidentialité des consultations des juristes d'entreprise comme précisé à l'article 58-1 dans la loi n° 71-1130 du 31 décembre 1971 : « Les consultations juridiques rédigées par un juriste d'entreprise, ou, à sa demande et sous son contrôle, par un membre de son équipe placé sous son autorité, au profit de son employeur sont confidentielles. »
Certaines conditions sont obligatoires à l'autorisation de confidentialité : le juriste d'entreprise ou le membre de son équipe placé sous son autorité doit être titulaire d'un master en droit ou d'un diplôme équivalent français ou étranger et justifier du suivi de formations initiales et continues en déontologie. Les consultations confidentielles doivent impérativement porter la mention « confidentiel – consultation juridique – juriste d'entreprise » et faire l'objet d'une identification et traçabilité particulière et renforcée de la part de l'entreprise.
Aussi, les consultations adossées d'une mention de confidentialité sont exclusivement destinées « au représentant légal, à son délégataire, à tout autre organe de direction, d'administration ou de surveillance de l'entreprise qui emploie le juriste, ou toute entité contrôlant l'un de ces organes ». Seules les consultations réalisées dans le cadre d'une procédure de litige civil, commercial ou administratif sont concernées par l'article 58-1. Les documents en matière pénale ou fiscale sont exclus de la confidentialité.

### Formation en France
En France, la personne qui effectue des consultations juridiques et/ou rédige des actes sous seing privé à titre habituel de manière rémunérée doit sur la base de l'alinéa 1 de l'article 54 de la Loi no 71-1130 du 31 décembre 1971 être a minima titulaire d'une licence en droit.
Néanmoins, l'exercice du métier de juriste d'entreprise suppose l'obtenion d'un diplôme de Master 2 en droit. L'obtention de ce diplôme implique d'abord celui de licence de droit.
Le Diplôme de juriste conseil d'entreprise (DJCE), de niveau troisième cycle, est délivré par onze centres présent dans certaines universités françaises. Ce diplôme est parfois spécialisé (ex. : droit des affaires, droit social). Les juristes d’entreprise complètent régulièrement leur formation juridique par une formation en école de commerce sur le management, le business international ou en Instituts d'études politiques (IEP).
La conformité (compliance) fait partie des nouveaux sujets entrant dans le périmètre de la direction juridique. Ainsi, parmi les nouveaux métiers du droit, les responsables conformité (compliance officers) réalisent des consultations juridique à titre habituel lorsqu'ils émettent des avis sur la conformité d'une activité au regard réglementation. Ainsi, pour exercer leur métier en entreprise, les compliance officers doivent être, eux aussi, titulaire d'une licence ou d'un master en droit.

### Emploi en France

#### État de la profession en France
Une enquête IPSOS – AFJE – Wolters Kluwer – Legal Suite, réalisée du 15 mars au 16 avril 2010 en partenariat avec l’école de droit et de management Panthéon Assas s’est penchée sur les emplois de juristes d’entreprise. Cette étude a été effectuée sur un panel de 902 entreprises d’au moins 100 employés. Le nombre d'employés avec des fonctions juridiques, sans compter ceux qui exercent leur fonction dans des entreprises publiques ou bien parapubliques, s’élève alors à 15 870. Parmi eux, 88 % estiment être de plus en plus souvent consultés sur de grandes opérations, et 84 % jugent que la direction générale les implique de plus en plus en amont des opérations de l’entreprise. Bénéficiant d’une légitimité croissante, 47 % d’entre eux sont directement rattachés à la direction. Cependant, ce phénomène semble être moins présent dans les grandes structures. Parallèlement, on y apprend que 93 % conservent un sentiment d’indépendance et estiment jouir de toute leur liberté intellectuelle par rapport à la direction. Enfin, seuls 42 % pensent disposer de l’ensemble des outils d’aide nécessaires à l’exercice de leur fonction, aussi bien en matière de formation externe que de logistique interne. Beaucoup de juristes ont ainsi fait part de leur désir d’accéder à divers autres outils : conférences/formations (55 %), portails juridiques spécifiques aux sociétés (18 %), etc.
Une étude de Eight Advisory, cabinet d'audit et de conseil, réalisée en 2017 à l'occasion de la 6e édition des Débats du Cercle Montesquieu, s'est intéressée aux enjeux du Big data dans le domaine juridique.  Réalisée en direct auprès de 75 directeurs juridiques, provenant de tailles et secteurs d’activités variés, cette enquête dévoile que les juristes d’entreprise prennent conscience que l’analyse des données pourrait les aider à élaborer et affiner leurs stratégies contentieuses,. 57 % des directions juridiques estiment que le Big data leur sera utile en matière de rupture de contrat et 53 % en matière de concurrence déloyale. Dès lors, un directeur juridique sur trois songe à ces nouveaux outils pour améliorer son approche des contentieux. En revanche, 61 % d’entre eux se disent préoccupés par les enjeux du droit à la conservation de l’information.

#### Essai d'acquisition de statut d'avocat salarié
Depuis les années 2000, de nombreux rapports ont évoqués la possibilité pour les juristes d'entreprise d'avoir la qualité d'avocat tout en étant employés par l'entreprise, comme c'est le cas des lawyers dans les pays anglo-saxons. Cette réflexion est liée à la revendication des entreprises de bénéficier de la confidentialité des avis rendus par leurs juristes internes.
Un des motifs avancés serait de permettre à l'entreprise de pouvoir bénéficier du legal privilege, que l'on peut traduire en français par la capacité d'opposer aux autorités le secret professionnel, et ainsi d'empêcher que l'ensemble de leurs avis puisse faire l'objet d'une saisie par la justice, l'administration fiscale, les douanes, etc. et être produites en justice.
Dans l'affaire AkzoNobel, l'avocat général Juliane Kokott explicite la question sur le plan européen et rappelle que le privilège de confidentialité se justifie à la fois par l'exercice d'une mission de défense devant des autorités de justice ou d'autres autorités (par opposition aux activités de conseil et de rédaction d'actes, comparant par exemple avec l'ancienne profession de conseil juridique en France fusionnée avec celle d'avocat, ou avec le solicitor anglais) et par l'exercice de cette mission dans une indépendance propre à un auxiliaire de justice, inconciliable avec le statut de salarié du juriste d'entreprise. Ce privilège de confidentialité vise à protéger les correspondances de l'avocat en ce qu'il se trouve face aux autorités et s'ajoute à d'autres dispositions protectrices du secret, notamment celles relatives au secret des correspondances. Est sous-entendue l'idée que la défense du justiciable implique un rapport de confidentialité avec son conseil et que cette confidentialité n'est opposable aux autorités ou aux tiers que si le conseil en question offre des garanties d'indépendance vis-à-vis du justiciable et de ses co-intéressés. À s'en tenir à ces conclusions, le secret professionnel ne se justifierait que pour l'exercice des droits de la défense, et serait à relativiser pour d'autres activités telles celles du conseil, de la négociation ou de la rédaction d'actes.
Le Ministère de la Justice a constitué une commission pour étudier un possible rapprochement entre la fonction de juriste salarié d'entreprise et l'exercice de la profession d'avocat. Ce rapport a été publié le 27 juillet 2006 par la Chancellerie et conclut à l'incompatibilité.
Devant l'insistance de ceux qui préconisent un alignement des professions juridiques françaises sur le modèle anglo-américain, une commission a été créée, la Commission Darrois chargée de réfléchir sur cette question.
Le rapport de Jean-Michel Darrois préconise, entre autres choses, la suppression de la passerelle permettant de passer de juriste d'entreprise à avocat au terme d'une période transitoire, tout en permettant aux avocats de désormais pouvoir être salariés de l'entreprise, tout en conservant leur titre, ce qui ferait de chaque entreprise possédant un avocat salarié une société d'avocats.
Cela supposerait l'abandon d'un des principes fondamentaux de l'organisation des professions réglementées en France : l'indépendance et l'autonomie. En effet, en France, toutes les professions réglementées doivent s'exercer sans avoir de lien d'intérêts ni de subordination avec des entreprises extérieures à la profession. De ce fait, celles-ci ne peuvent ni employer un membre de profession réglementée comme salarié, ni prendre des participations dans des sociétés professionnelles de professions réglementées.

#### Accès à la profession d'avocat
Les juristes d'entreprise qui justifient « de huit ans au moins de pratique professionnelle au sein du service juridique d'une ou plusieurs entreprises » peuvent s'inscrire comme stagiaire pour accéder à la profession d'avocat en étant « dispensé de la formation théorique et pratique et du certificat d'aptitude à la profession d'avocat ».

## Pour en savoir plus